# Фрадис, Анатолий Адольфович
Анатолий Адольфович Фрадис (род. 26 сентября 1948, Одесса) — советский актёр, американский режиссёр и кинопродюсер.

## Биография
Родился в семье кинематографистов — отец и дед работали на Одесской киностудии.
В детстве снялся в фильме «Белый пудель» (1955) в роли капризного барчука, чем вдохновил Макса Бременера написать повесть «Толя-Трилли» (1960).
В 1970 году окончил Театральное училище имени Щепкина в Москве. Работал директором картин на «Мосфильме».
Эмигрировал из СССР. С 1979 года живёт в США (Лос-Анджелес). Глава фирмы Aurora Entertainment.
Был сопродюсером английской версии фильма «Анна Каренина» (2009) кинорежиссера Сергея Соловьева.
В 2015 году организовал I Голливудский фестиваль лучших украинских фильмов (First Hollywood Festival of the Best Ukrainian Films), который состоялся в Театре Леммле в Лос-Анджелесе и имел успех.

## Семья
- Отец — Адольф Акимович Фрадис (1913—?), организатор кинопроизводства.
- Сестра — Татьяна Адольфовна Фрадис (род. 1942, Верхнеуральск), звукорежиссёр, с 1996 года живёт в США (Беверли-Хиллз).

## Фильмография

### Актёр
- Белый пудель (1955)
- Далеко на западе (1968)

### Продюсер и сопродюсер
- Назад в СССР (1992)
- Дневники Красной Туфельки (1992—1997)
- Кровь невинных младенцев (1995)
- Дьявольская симфония (1995)
- Маркиз де Сад (1996)
- Бизнес для наслаждения (1997)
- Чёрное море 213 (1998)
- Предупредительный удар (2000)
- Шоу столетия (2003)
- Возвращение живых мертвецов 4: Некрополис (2005)
- Возвращение живых мертвецов 5: Рэйв из могилы (2005)